# Maruzsa Zoltán
Maruzsa Zoltán Viktor (Szeged, 1977. november 23. –) magyar politikus, pedagógus, politológus, egyetemi adjunktus. 2019-től a negyedik Orbán-kormány és az ötödik Orbán-kormány köznevelésért felelős államtitkára.

## Tanulmányok
Általános iskolai tanulmányait Sükösdön végezte 1984–1992 között. A Magyarországi Németek Általános Művelődési Központja Gimnáziumában érettségizett 1996-ban. Ezt követően az ELTE Bölcsészettudományi Karán történelem-német szakos tanárnak és politológusnak kezdett el tanulni, 2002-ben végzett. 2001–2005 között doktorandusz, PhD fokozatot szerzett történelemtudományokból. Kutatási területe: a hidegháború története, a német kérdés a 20. században, valamint Ausztria jelenkori története. 2013-ban habilitált. 

## Karrier
2003 és 2011 között az  Eötvös József Főiskolán főiskolai tanársegéd, adjunktus volt. 2008-tól kinevezéséig az Eötvös Loránd Tudományegyetemen egyetemi adjunktus. A második és harmadik Orbán-kormány alatt, 2012 és 2015 között felsőoktatásért felelős helyettes államtitkár. 2015–2017 között az Oktatási Hivatal elnöke, és miniszteri biztos volt. 2017 és 2019 között köznevelésért felelős helyettes államtitkár, majd attól kezdve köznevelésért felelős államtitkár[mikor?].
A 2022 tavaszán kirobbant tanár- és diáktüntetések egyik fő követelése Maruzsa lemondása volt, azonban az államtitkár a helyén maradt.

## Magánélete
Házas, négy gyermek édesapja.